# 阿庫勒南
阿庫勒南是赤道畿內亞的城鎮，由中南省負責管轄，位於該國大陸中部，海拔高度646米，當地的主要語言是西班牙語，2008年人口為2,714。